# Honda Jaszuto
Honda Jaszuto (Fukuoka, 1969. június 25. –) japán válogatott labdarúgó.
A japán válogatott tagjaként részt vett az 1996-os Ázsia-kupán.

## Statisztika
| Japán válogatott | Japán válogatott | Japán válogatott |
| Időszak          | Mérk.            | gól              |
| ---------------- | ---------------- | ---------------- |
| 1995             | 2                | 0                |
| 1996             | 13               | 0                |
| 1997             | 14               | 1                |
| Összesen         | 29               | 1                |